# Ping-jang hercegnő
Ping-jang (Pingyang) egy tábornok lányaként tudta, hogy egy zsarnok császárt csak összefogással lehet letaszítani a trónról. Így amikor apja és fivére alulmaradt a császári sereggel szemben, – ahelyett, hogy elfogatását várta volna – inkább megalakította és csatatérre vezérelte saját, több,mint 70 000 katonából álló seregét. Segítségével apja elfoglalhatta a császári trónt, és megalapította a Tang-dinasztiát, amelynek uralkodási idejét a kínai császárság aranykoraként szokták emlegetni.

## Élete
Élt kb. időszámítás után 600 és 623 között a kínai Tang-dinasztiában. Pin-jang (Pinyang) Liu-pang tábornak lánya volt,aki helyőrségi parancsnokként jelentős hadsereget irányított a hetedik századi Kínában. Az éppen uralkodó császárt, Jang-tit még ma is Kína történelmének egyik legkegyetlenebb zsarnokaként tartják számon. Sikertelen hadjáratokat indított, dicsőségét hirdető költséges építkezésekbe kezdett. Miután elfogyott az ország pénze, adót vetett ki. Csakhogy nem volt aki megfizesse az adót, mivel Jang-ti minden alkalmas férfit besorozott, így alig maradt valaki, aki földet művelte és pénzt keresett volna.
Valamikor 613 és 614 között a túlzott terhekkel sújtott alattvalók fellázadtak. Kezdetben csak az éhező parasztok lázadoztak, de a lázadás hulláma hamarosan elérte a nemeseket és a kormányhivatalnokokat is. Jang-ti félelmében börtönbe vetett vagy kivégeztetett minden gyanús személyt. A császárt zavarta az ambiciózus tábornok, ám még ennél is jobban aggasztotta, hogy Liu-pang állítólag egy sárkány formájú anyajegyet viselt a bal hónalján, ami egyértelmű jele volt annak, hogy császárnak született. 617-ben a császár elrendelte Liu-pang bebörtönzését, azonban szüksége volt a parancsnok támogatására a lázadókkal szemben, ezért visszavonta parancsát. A tábornak felismerte az események valódi okát és a lázadás mellett döntött. A szomszédos keleti türkök segítségével Liu-pang egy több, mint 30 000 fős sereget toborzott. Titkos üzenetben tájékoztatta tervéről fiát, Huj-tit és vejét, Csaj Saot (Chai Saot). Pin-jangnak (Pinyangnak) és férjének nem volt könyvű dolga, mivel ők a császári udvarban éltek, ráadásul  Csaj Sao (Chai Sao) volt a császári testőrség parancsnoka. A férfi beszámolt Pin-jangnak (Pinyangnak) a tervéről, miszerint megszökik és csatlakozik apósa csapataihoz. Pin-jang (Pinyang) néhány nappal férje távozása után Hu tartományban lévő családi birtokra ment, ahol azt látta, hogy az emberek éheznek. Szétosztotta az élelmiszer tartalékokat az éhező emberek között, akik ezért egy életre a szívükbe zárták. Néhány hónappal később Liu-pang csapatai véres összeütközésbe keveredtek a császárral. Pin-jang (Pinyang) felismerte, hogy csak túlerővel győzhetik le a császárt. Kiválogatta a legerősebb és legügyesebb embereket azok közül akiket nemrég megmentett a éhhaláltól és besorozta őket a saját hadseregébe, amelyet úgy neveztek: „ az úrnő serege”. Ezután szélesebb körben is elkezdett toborozni.  A legenda szerint a helyi haramiát és bandáját is besorozta.  Szövetkezett a Hu területén működő elszigetelt lázadó csapatokkal, azok közül is a legnagyobbakkal. Még a császár szövetségeseit is sikerült maga mellé állítania, többek között a főminisztert és több, mint 10 000 fős hadseregét. Pin-jang (Pinyang) néhány hónap alatt 70 000 főből álló haderőt gyűjtött a zászlaja alá. A katonáit megeskette, hogy a legyőzött falvakban nem fosztogathatnak és garázdálkodhatnak. Úgy hírlik, az emberek nem egy újabb sáskahadat láttak az úrnő seregében, hanem felszabadítókat. A hadsereg pedig egyre duzzadt. A úrnő seregének Hu tartománybeli ténykedése arra kényszerítette a császárt, hogy hadsereget küldjön a harcos asszony ellen. Ő azonban gond nélkül elbánt velük, lehetővé téve ezzel apja és fivére serege számára, hogy legyőzzék a császár fő haderejét. Az uralkodó menekülni kényszerült. Liu-pang bevonult  a palotába, és Kao Cu, avagy a „legfőbb ősapa” néven ő lett az új kínai császár, megalapítva a Tang-dinasztiát, melynek uralkodását ma is a Kínai Birodalom aranykorának tekintenek. Az első intézkedései közé tartozott,hogy Pin-jangot (Pinyangot) hercegnő címmel tüntette ki és tábornaggyá nevezte.
Pin-jang (Pinyang) alig öt év múlva elhunyt, ennek részletei nem ismertek. Mivel még csak huszonhárom esztendős volt, a legvalószínűbb, hogy valamilyen betegség vagy gyermekszülés okozta halálát, netán – tekintve,hogy a kínai császárságról van szó – gyilkosság áldozata lett. A császár katonai tiszteletadással járó, nagyszabású temetés keretében búcsúzott lányától. Pin-jang (Pinyang) idejében a nőknek rangjuktól függetlenül valamivel nagyobb megbecsülés és szabadság jutott, mint a vele egyidejűleg létező más társadalmakban.

## Lásd még
- Tang-dinasztia
- A Tang-dinasztia családfája